# NGC 95

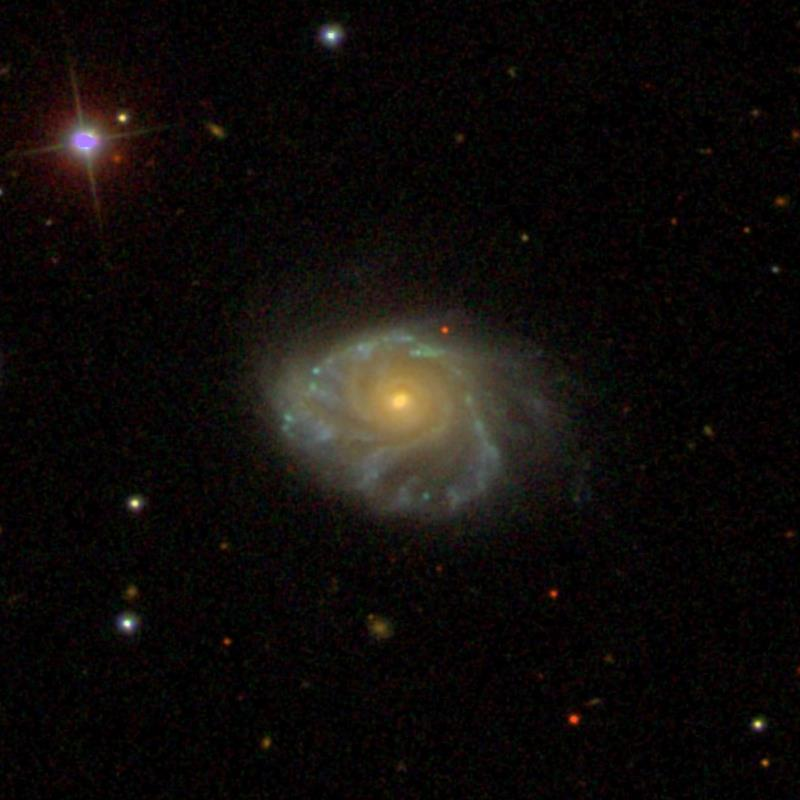
NGC 95

NGC 95(UGC 214, MCG+02-02-003, CGCG 434.003, PGC 1426, H II-257)是雙魚座的一個星系。星等為12.5，赤經為22分13.6秒，赤緯為+10°29'31"。在1784年10月18日首次被天文學家弗里德里希·威廉·赫歇爾發現。